# 达林·珀塞尔
达林·珀塞尔（英語：Darryn Purcell，1985年10月5日—），澳大利亚男子赛艇运动员。他曾代表澳大利亚参加世界赛艇锦标赛，获得一枚金牌和二枚银牌，均来自男子轻量级八人单桨有舵手项目。